# IMERUAT
IMERUAT（イメルア）は、浜渦正志とMinaによる音楽ユニットである。2011年結成。

## メンバー
- 浜渦正志（1970年9月20日 - ）
  - ドイツ・ミュンヘン出身。作曲、編曲、プロデュース、作詞、ピアノ、キーボード、写真、ミュージック・ビデオ、映像監督、VFX、舞台脚本、演出、トータルデザインを担当。
- Mina（1983年1月5日 - ）
  - 北海道・帯広市出身。ボーカル、作詞、ムックリ、トンコリ、コンテンポラリー・ダンス、ライブ運営を担当。所属レーベル「MONOMUSIK」の代表も務める。

## 概要
作曲家・映像作家の浜渦正志とボーカリスト・Minaによる音楽ユニット。「IMERUAT」の意味は十勝地方のアイヌ語で「稲光が光る」である。
浜渦が2010年に全作編曲を手掛けたゲームソフト「ファイナルファンタジーXIII 」にMinaがボーカル及び演奏者で計5曲参加、後にIMERUAT結成に至り、2011年にポーランドの第4回クラカウ映画音楽祭にてデビューライブを行う。
現代音楽、テクノ・ポップ、民族音楽、エレクトロニカ、ピアノ連弾、ダンスのための楽曲など、ジャンルは多岐に渡り、また映像制作やコンテンポラリー・ダンスなども主要なコンテンツとしているため、ユニットとしてのジャンル分けは困難とされる。Minaのルーツであるアイヌの伝統歌や楽器を用いた楽曲も存在する。コンテンポラリーダンスライブ、カフェ営業、体操イベント、ブランドグッズの制作など、音楽ライブ以外の活動の幅も広い。
浜渦が監督・編集・音楽などを担当したミュージック・ビデオ「暗殺したい!」（2019年）は世界各地の映画祭で複数の最優秀賞、多数の公式セレクションを獲得している（後述）。
レコード会社には所属しておらず、プライベート・レーベル（MONOMUSIK）で自主制作・活動を行っている。音楽活動だけでなく、ライブ、ミュージック・ビデオ、アーティスト写真、CDデザイン、グッズデザインなど、二人でトータルプロデュース・制作している。浜渦はほとんどのグッズやホームページなどを自作しており、またミュージック・ビデオの監督・撮影・編集も自ら行っている。Minaはライブやイベント、販売などの運営を担当している。ミュージック・ビデオやカレンダーには北海道の風景が多用されており、特にMinaの出身地である十勝と縁の深い活動が多く見て取れる。

## 来歴
2011年5月、ポーランドのクラカウで開催された「第4回映画音楽祭」にてライブデビュー。5月マキシシングル「IMERUAT」を発表、ライブ会場限定販売を開始。同年、パリ、東京、兵庫でもライブを行う。
2012年3月、CLUB CITTA'にて開催された「第2回ファンタジー・ロック・フェス2012」にバンド編成で出演、1stアルバム「Black Ocean」を先行発売。音楽関係者にも注目され、CDが全国流通されることになる。4月、1stアルバム「Black Ocean」を発売。予約が殺到し即日完売状態になる。7月、吉祥寺スターパインズカフェ、大阪・梅田AKASOで単独ライブを開催。2012年下期は4ヶ月半の期間限定でヨーロッパに拠点を置き、スイス、フランス（パリ・トゥールーズ）でのライブ活動、制作活動等を行う。
2013年4月、「空想音楽博物館Vol.6」出演。同月ミュージック・ビデオ6作品を収録した1stDVD「IMERUAT」発売。7月、コンテンポラリー・ダンス、音楽、映像のイベント「シアター・イメルア」、初のファンイベント「カフェ・イメルア」を神楽坂セッションハウスで開催。7月、フランス和声を多用した内向的な人向けのラジオ体操「イメルア体操第四」を発表。
2014年、十勝全19市町村の風景を背景にMinaが体操をするというミュージック・ビデオに続き、ファンも体操に参加できるというイベントを兼ねた「世界30都市版」の映像も制作中である（後述）。1月、渋谷WWWにて1年半ぶりの単独ライブを開催。アートワークの大型本をセットにした2ndアルバム「Propelled Life」を発売。またADHDをテーマにした楽曲「TeNiOE」のミュージック・ビデオを発表。8月、シアトルにて単独ライブ開催。
2015年7月、北沢タウンホールにて単独ライブ「ミナ・ポニーカの革命前夜」を開催。8月、ライジング・サン・ロックフェスティバルのタイラクルステージに出演。
2016年11月、帯広、ばんえい競馬にて「イメルア体操第四帯広開催記念」で個人協賛レースを開催。
2017年2〜4月、ミュージック・ビデオ「のみたいな」、「ぽろろろろろろ」、「ルフルール」と毎月発表。4月、3rdアルバム「Far Saa Far」を発売。これを記念してIMERUATの二人が店員を務めるカフェ「リアル・カフェイメルア」を一日限定でオープン。8月、勝毎花火大会のオープニング楽曲「さかさまさま」を制作。10月より、「IMERUAT Far Saa Far JAPAN LIVE TOUR 2017」と題して国内ライブツアーを開催。帯広、東京、尼崎、札幌、仙台、金沢、名古屋の計7箇所にて公演。
2018年1月、Mt.RAINIER HALL SHIBUYAにてライブ「新春雷鳴大劇場」を開催。9月、ミュージック・ビデオ「暗殺したい!」の完成披露パーティーを開催。
2019年4月〜8月、ライブシリーズ「イメルアの大冒険」を東京で3回開催。6月、ミュージック・ビデオ「暗殺したい!」を公開。各国の映画祭で最優秀賞、公式セレクションを多数獲得。10月、帯広、パリ、ケルンにて単独ライブ開催。

## ディスコグラフィ

### シングル
- IMERUAT（2011年5月）

### アルバム
- Black Ocean（2012年4月）
- Propelled Life （2014年2月）-CD&BOOK（40ページ）という形態で発表
- Far Saa Far（2017年4月）

### DVD
- IMERUAT（2013年4月）

### 参加作品
- ゲームソフト「ライトニング リターンズ ファイナルファンタジーXIII」（スクウェア・エニックス）-メインバトル曲「Crimson blitz」（2013年11月）
- 音楽ゲーム「グルーヴコースター」（タイトー）-オリジナル楽曲「Flakes」提供（2014年8月）
- 勝毎花火大会-オリジナル楽曲「さかさまさま」提供（2017年8月）

### IMERUAT名義以外の参加作品
- ゲームソフト「ファイナルファンタジーXIII」（スクウェア・エニックス）-一部参加。作曲・浜渦正志、唄・Mina名義（2009年12月）
- 音楽ゲーム「ミュージックガンガン! 2」（タイトー）-オリジナル楽曲「Shooting Star」提供。作曲・浜渦正志、唄・Mina名義（2011年1月）
- ゲームソフト「ファイナルファンタジーXIII-2」（スクウェア・エニックス）のトレーラー楽曲に参加。作曲・浜渦正志、唄・Mina名義（2011年1月）

### 主なミュージック・ビデオ
- Imeruat - 浜渦が監督・撮影・編集を行った（2011年1月）
- Black Ocean - IMERUATのライブのVJ担当のスギモトトモユキが制作（2012年5月）
- Gaint - スイスの廃寺院を舞台にMinaがコンテンポラリー・ダンスを踊る。監督は小野山要と占野正樹。現代の危機をドイツ語のラジオ放送が警告する内容の楽曲（2013年3月）
- TeNiOE - ADHDをテーマにしたアニメーションMV。制作は高田頌子（2014年1月）
- イメルア体操第四 十勝全市町村版 - 十勝の全19市町村を背景に、夏と冬のロケで撮影。制作は浜渦（2014年2月）
- Battaki - 折り紙のバッタが古民家の中を多数飛び回るCG作品。山梨の古民家にて撮影。制作はスギモトトモユキ（2014年8月）
- のみたいな - Minaがカフェの中で高速ラップを歌う。制作はスギモトトモユキ（2017年2月）
- ぽろろろろろろ - アニメーション作品。制作はすみたさゆり（2017年3月）
- ルフルール - 制作は浜渦（2017年4月）
- 暗殺したい! - 制作は浜渦（後述）（2019年6月）

## ライブ活動

### 2011年
- 5月20日 - Manggha Muzeum「4th Film Music Festival」（クラカウ、ポーランド）
- 5月22日 - Cité internationale des Arts「Masashi Hamauzu en concert à Paris」（パリ、フランス）
- 5月23日 - Le Fleurus（パリ、フランス）
- 7月31日 - KIWA（二子玉川）
- 10月6日 - ALWAYS（伊丹）

### 2012年
- 3月17日・18日 - CLUB CITTA'「第2回ファンタジーロックフェス2012」（川崎）
- 4月25日 - Hyatt Regency O’Hare「Anime Central」（シカゴ、アメリカ）
- 7月15日 - Star Pine's Cafe「IMERUAT Live - Departure to Black Ocean」（吉祥寺）
- 7月23日 - umeda AKASO「IMERUAT Live - Departure to Black Ocean」（大阪）
- 8月16日 - Patinoire Le Locle「Rock Altitude Festival」（ル・ロックル、スイス）
- 11月26日 - Théâtre Adyar（パリ、フランス）
- 12月2日 - Toulouse Game Show（トゥールーズ、フランス）

### 2013年
- 4月5日 - 表参道GROUND「空想音楽博物館Vol.6」（表参道）
- 7月6日 - 神楽坂セッションハウス「シアター・イメルア」-ダンス・音楽・映像のイベント、「カフェ・イメルア」-ファンイベント（神楽坂）

### 2014年
- 1月11日 - 渋谷WWW「HAPPY NEW IMERUAT!」（渋谷）
- 8月21日 - 25日 「IMERUAT Live in Seattle」（シアトル、米国）
- 10月31日 - 11月2日 「IMERUAT Live at Oni-Con XI」（ガルベストン、米国）
- IMERUAT体操第四 - 2014年5月の札幌を皮切りに、大阪、横浜、アメリカ、台湾、ポーランド、スウェーデンなど、世界30都市を目標にファンや関係者と各地で開催しており、現在も続行中

### 2015年
- 3月21日 - 豊洲PIT「ファンタジーロックフェスティバル2015 豊洲」（東京）→”主催者都合”により2015年秋に延期
- 3月21日 - シェアサロン古民家 asagoro「プチ・カフェイメルア」（阿佐ヶ谷） ファンタジーロックフェスティバル2015の代替イベント
- 7月25日 - 北沢タウンホール「ミナ・ポニーカの革命前夜」（下北沢）
- 8月14 -15日 - ライジング・サン・ロックフェスティバル（北海道）
- 9月19日 - Star Pine's Cafe「IMERUAT & STELLA LEE JONES Joint Live」（吉祥寺）

### 2017年
- 3月4日 - AINU FANTASY 〜サンドアート×音楽×朗読〜（室蘭）
- 5月19日 - Hyatt Regency O’Hare「Anime Central」（シカゴ、アメリカ）
- 10月15日 - 北のれんが「Festival in Obihiro」（帯広）
- 10月21日 - 月見ル君思フ「Live in Tokyo」（青山）
- 10月28日 - Live Spot Arrow「Live in Amagasaki」（尼崎）
- 11月11日 - BFHホール「Live in Sapporo」（札幌）
- 11月25日 - Cafe Mozart Atelier「Caravan in Sendai」（仙台）
- 12月2日 - もっきりや「Caravan in Kanazawa」（金沢）
- 12月3日 - Monsieur「Caravan in Nagoya」（名古屋）

### 2018年
- 1月8日 - Mt.RAINIER HALL SHIBUYA「イメルア新春雷鳴大劇場」（渋谷）
- 9月7日 - ワテラスコモンホール「暗殺したい! 完成披露パーティー」（御茶ノ水）

### 2019年
- 4月7日、6月9日、8月23日 - 晴れたら空に豆まいて「イメルアの大冒険 Vol.1〜Vol.3」（代官山）
- 10月9日 - MEGA STONE「IMERUAT Live 2019 in 帯広」（帯広）
- 10月17日 - Cité internationale des Arts「Live in Paris」（パリ）
- 10月19日 - Loft「Live in Köln」（ケルン）

## 「暗殺したい!」
2019年公開のミュージック・ビデオ。
思い切った行動よりも日々の小さな幸せを優先してしまう現代の日本人を際どい角度から切り込んだ問題作。
出演者全員が演奏家、デザイナーなどのスタッフも兼任している。
US Hollywood International Golden Film Award、San Jose International Film Awards、Oregon Short Film Festivalで最優秀賞を受賞。その他月刊最優秀賞、ファイナリストなど多数の映画祭の公式セレクションに選出されている。
- 監督、編集、絵コンテ、音楽：浜渦正志
- 出演：Mina、リョージ イマイズミ、桑野聖、神さやか、浜渦正志
- 撮影：笹口悦民
- ボーカル：Mina
- ヘアデザイン：リョージ イマイズミ
- ヴァイオリン演奏：桑野聖
- ロゴデザイン：神さやか
- メイク：Chifumi
- アニメーション：石舘波子

## イメルア体操第四 30都市制覇計画
前述の「イメルア体操第四」は「通常版／十勝全市町村版」の2種類のミュージック・ビデオがYouTubeで公開されており、これに続いてファン参加型の世界30都市制覇計画を制作中である。
- 札幌（2014年5月13日）
- 枚方・寝屋川（2014年6月1日）
- 横浜（2014年6月14日）
- アメリカ・シアトル（2014年8月24日）
- 台湾・台北（2014年10月12日）
- スタジオコロリド社内（2015年1月16日）
- オホーツク（網走・津別）（2015年1月31日）
- 中野区（2015年3月21日）
- 世田谷区（2015年7月25日）
- ポーランド・ヴロツワフ（2015年8月24日）
- スウェーデン・ヨーテボリ（2016年6月11日）
- 日高市（2016年10月23日）
- ばんえい競馬（帯広）（2016年11月26日）
- 帯広（2016年11月27日）
- クウェート・クウェートシティ（2019年4月20日）
- トルコ・イスタンブール（2019年4月22日）
- スペイン・バルセロナ（2019年10月16日）
- フランス・パリ（2019年10月18日）
- ドイツ・ケルン（2019年10月19日）